# Arichanna bifracta
Arichanna bifracta är en fjärilsart som beskrevs av Eugen Wehrli 1939. Arichanna bifracta ingår i släktet Arichanna och familjen mätare. Inga underarter finns listade i Catalogue of Life.